# Урочище Шиянецьке
Уро́чище Шияне́цьке — ботанічний заказник місцевого значення.
Розташований на захід від с. Гайове Барського району Вінницької області на відстані 5 км від центру села. На заході межує з заказником Шиїнецький Хмельницької області. Оголошений відповідно до рішення Рішення 11 сесії Вінницької облради 23 скликання від 17.12.1999 р. Охороняється балка з різноманітними степовими та лучно- степовими рослинними угрупованнями.
Територія заказника знаходиться на схилах крутизною до 5°. Ґрунти представлені суглинками та сірими опідзоленими чорноземами. Рослинність представлена такими видами: полин гіркий, м'ята кінська, подорожник ланцетовидний, морква дика, мати-й-мачуха, звіробій, жовтець їдкий, коров'як, деревій звичайний, горицвіт весняний, дзвоники, наперстянка, оман високий. У заказнику дозволене обмежене сінокосіння.